# José Froilán González
Jose Froilan Gonzalez (n. 5 octombrie 1922, Arrecifes⁠(d), Buenos Aires, Argentina – d. 15 iunie 2013, Arrecifes⁠(d), Buenos Aires, Argentina), poreclit "The Pampas Bull" de către fani și El Cabezón" (Cap Gras) de către colegi, a fost un pilot argentinian de Formula 1 care a adus echipei Scuderia Ferrari prima victorie în Formula 1.
1. 1 2  José Froilán González, Find a Grave, accesat în 9 octombrie 2017
2. ↑  Jose Froilan Gonzalez, Ferrari's first F1 winner, dies aged 90 (în engleză)